# Заммейк, Тони
То́ни Замме́йк (англ. Tony Zummack; род. 30 ноября 1967) — шотландский и британский кёрлингист и тренер по кёрлингу на колясках. Участник сборной Великобритании на зимних Паралимпийских играх 2014. Участник сборной Шотландии на нескольких чемпионатах мира.
Начинал как кёрлингист (а затем тренер) в Канаде. В 2003 занял должность Curling Director в престижном кёрлинг-клубе Glencoe Club в Калгари. В 2007 начал тренировать команду по кёрлингу на колясках провинции Альберта, которая на чемпионате Канады 2007 выиграла серебряную медаль.
В 2010 переехал в Шотландию. C 2015 — главный тренер команд по кёрлингу на колясках Британской ассоциации кёрлинга (англ. British Curling)

## Результаты как тренера национальных сборных
| Год  | Турнир                                                             | Сборная                | Место |
| ---- | ------------------------------------------------------------------ | ---------------------- | ----- |
| 2012 | Чемпионат мира по кёрлингу на колясках 2012                        | Шотландия              | 8     |
| 2013 | Чемпионат мира по кёрлингу на колясках 2013                        | Шотландия              | 6     |
| 2014 | Зимние Паралимпийские игры 2014                                    | Великобритания         | 3     |
| 2015 | Чемпионат мира по кёрлингу на колясках 2015                        | Шотландия              | 8     |
| 2015 | Чемпионат мира по кёрлингу среди смешанных пар 2015                | Шотландия (смеш. пара) | 19    |
| 2019 | Чемпионат мира по кёрлингу среди смешанных команд 2019             | Турция (смеш. команда) | 9     |
| 2019 | Чемпионат Европы по кёрлингу 2019                                  | Турция (мужчины)       | 14    |
| 2019 | Чемпионат Европы по кёрлингу 2019                                  | Турция (женщины)       | 12    |
| 2019 | Чемпионат мира по кёрлингу среди юниоров (группа Б) 2019 (декабрь) | Турция (юниоры муж.)   | 5     |
| 2019 | Чемпионат мира по кёрлингу среди юниоров (группа Б) 2019 (декабрь) | Турция (юниоры жен.)   | 11    |